# Hotel Porta Fira
L’Hotel Porta Fira est un gratte-ciel de 113 mètres de hauteur construit à L'Hospitalet de Llobregat dans la banlieue de Barcelone de 2006 à 2010. Il abrite un hôtel. 
Les architectes qui ont conçu le bâtiment dans un style déconstructiviste sont l'agence b720 Fermín Vázquez Arquitectos, et l'agence japonaise Toyo Ito & Associates, Architects.
L'immeuble a remporté l'Emporis  Skyscraper Award 2010 récompensant le gratte-ciel le plus remarquable de l'année 2010.
En 2014 c'est le plus haut gratte-ciel de L'Hospitalet de Llobregat et le cinquième plus haut de l'agglomération de Barcelone.
La surface de plancher de l'immeuble est de 44 397 m².